# Gombong (Gombong)
Gombong is een bestuurslaag in het regentschap Kebumen van de provincie Midden-Java, Indonesië. Gombong telt 5018 inwoners (volkstelling 2010).